# العزف الاعلاء (وشحة)

تعديل مصدري - تعديل

العزف الاعلاء هي إحدى قرى عزلة بنى سعد بمديرية وشحة التابعة لمحافظة حجة، بلغ تعداد سكانها 100 نسمة حسب تعداد اليمن لعام 2004.